# Sächsischer Landespokal 2020/21

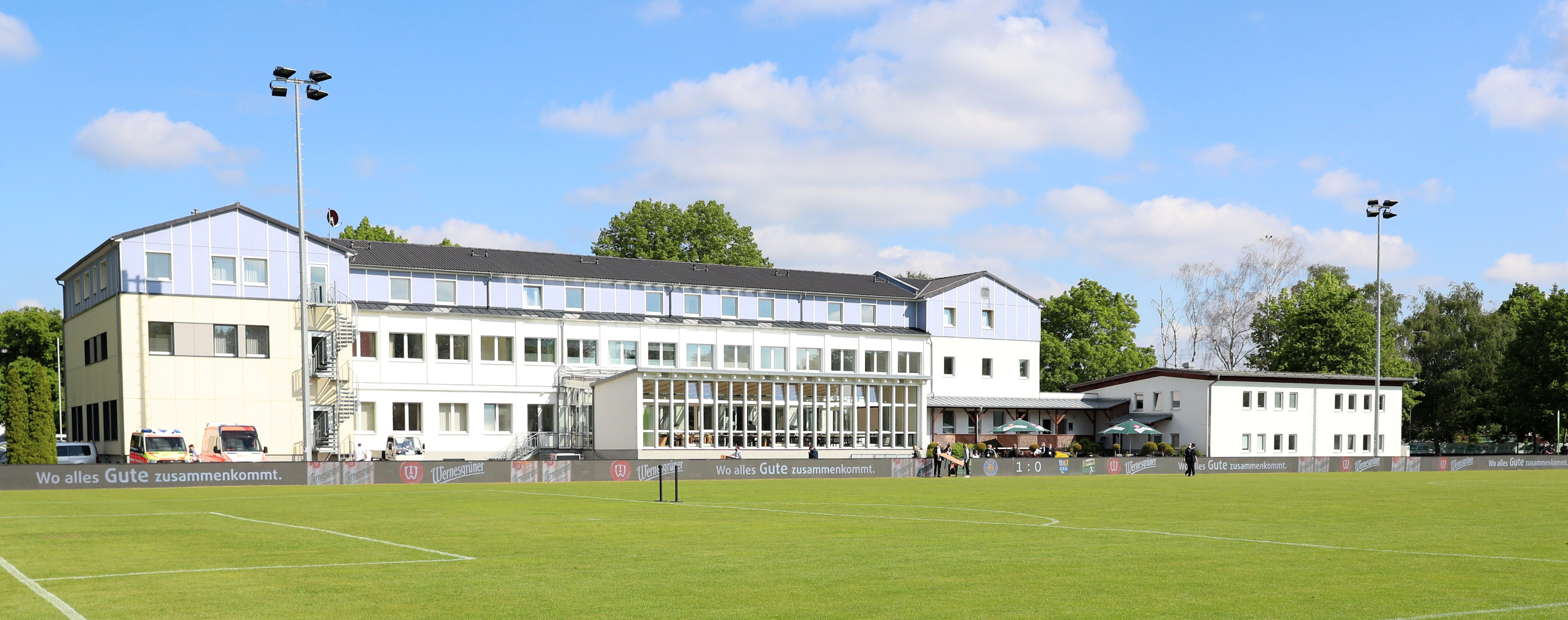
Sportschule „Egidius Braun“

Der Sächsische Landespokal 2020/21 war die 31. Austragung des Sächsischen Landespokals (Sponsorenname: Wernesgrüner Sachsenpokal) der Männer im Amateurfußball. Der Landespokalsieger qualifizierte sich für den DFB-Pokal 2021/22.
Der Wettbewerb wurde am 28. August 2020 mit der Erstrundenbegegnung zwischen dem FV Gröditz und dem FSV Budissa Bautzen (1:5) eröffnet. Wie in der vorangegangenen Saison wurde der Wettbewerb auch diesmal stark vom Verlauf der COVID-19-Pandemie in Deutschland beeinflusst. Aufgrund einer im Herbst 2020 erfolgten Saisonunterbrechung konnte eine Partie der 3. Hauptrunde sowie das Achtelfinale nicht mehr ausgetragen werden und die Fortsetzung des Wettbewerbs verschob sich immer weiter in den Frühling. Im April 2021 beschloss der Sächsische Fußballverband im Einvernehmen mit dem noch im Wettbewerb befindlichen Vereinen, das Achtelfinale aus Termingründen nicht mehr auszutragen und den Sachsenpokal nur noch unter den sieben verbliebenen Dritt- und Regionalligisten zu Ende zu spielen. Die übrigen Vereine, die dadurch kampflos ausschieden, erhielten u. a. eine finanzielle Entschädigung. Den Pokal gewann am 29. Mai 2021 die Mannschaft des 1. FC Lokomotive Leipzig mit einem 1:0 n. V. gegen den Titelverteidiger und Rekordpokalsieger Chemnitzer FC. Es handelte sich um den ersten Landespokalsieg der Mannschaft aus Leipzig-Probstheida. Das Finale wurde unter Ausschluss der Öffentlichkeit und erstmals seit der Saison 2008/09 auf neutralem Platz (auf dem Gelände der Sportschule „Egidius Braun“ in Leipzig) ausgetragen.

## Termine
- Ausscheidungsrunde 22.–23. August 2020
- 1. Hauptrunde: 28.–30. August 2020
- 2. Hauptrunde: 12.–13. September 2020
- 3. Hauptrunde: 10.–11. Oktober 2020
- Achtelfinale: abgesagt
- Viertelfinale: 1./12. Mai 2021
- Halbfinale: 12./19. Mai 2021
- Finale: 29. Mai 2021

## Teilnehmende Mannschaften
Für den Sächsischen Landespokal 2020/21 qualifizierten sich alle sächsischen Mannschaften der 3. Liga 2020/21, der Regionalliga Nordost 2020/21, der Oberliga Nordost 2020/21, der Sachsenliga 2020/21, der Landesklasse Sachsen 2020/21, sowie die dreizehn Kreis- bzw. Stadtpokalsieger der Saison 2019/20. Zweite Mannschaften höherklassiger Vereine waren allerdings von der Teilnahme ausgeschlossen.
Wenn es aufgrund der Pandemie-bedingten Einschränkungen im Spielbetrieb in der Vorsaison zu Besonderheiten in der Qualifikation gekommen ist, wird dies in Fußnoten angemerkt. Grundsätzlich ist zu bemerken, dass der Meisterschaftsspielbetrieb, abgesehen von der 3. Liga, abgebrochen worden war und dass es infolgedessen keine Absteiger, sondern nur Aufsteiger gab. Dieser Umstand war auch der Grund für die Rekordteilnehmerzahl von 109 qualifizierten Mannschaften (eine qualifizierte Mannschaft verzichtete jedoch auf die Teilnahme).
Aufgrund der hohen Teilnehmerzahl wurde der 1. Hauptrunde in dieser Saison eine Ausscheidungsrunde vorgeschaltet, in der 28 per Los bestimmte Mannschaften (vier Kreispokalqualifikanten und 24 über die Sachsenliga und die Landesklasse qualifizierte Teams) in einer KO-Runde um vierzehn Plätze in der 1. Hauptrunde spielen mussten, um die Teilnehmerzahl auf 94 zu reduzieren. Die Mannschaften, die in dieser Runde ausgeschieden sind und somit trotz sportlicher Qualifikation nicht am eigentlichen Pokalwettbewerb teilnehmen konnten, werden in der folgenden Tabelle kursiv dargestellt.
| 3. Liga 2020/21 (III) | Regionalliga Nordost 2020/21 (IV) | Oberliga Nordost 2010/21 (V) | Sachsenliga 2020/21 (VI) | Sachsenliga 2020/21 (VI) |
| --- | --- | --- | --- | --- |
| SG Dynamo Dresden FSV Zwickau | Chemnitzer FC 1. FC Lokomotive Leipzig VfB Auerbach BSG Chemie Leipzig Bischofswerdaer FV | FC Oberlausitz Neugersdorf FC Eilenburg Inter Leipzig VFC Plauen FC Grimma | SV Einheit Kamenz FSV Budissa Bautzen FC 1910 Lößnitz FV Eintracht Niesky Großenhainer FV 90 FSV 1990 Neusalza-Spremberg VfL Pirna-Copitz 07 Germania Mittweida (verzichtet) BSG Stahl Riesa Kickers 94 Markkleeberg Radebeuler BC 08                                                                        | SG Taucha 99 SG Motor Wilsdruff LSV Neustadt/Spree SG Handwerk Rabenstein FC Blau-Weiß Leipzig SSV Markranstädt SC Freital FSV Motor Marienberg FV Dresden 06 Laubegast SG Dresden Striesen VfB Empor Glauchau |
| Landesklasse Sachsen 2020/21 (VII) | Landesklasse Sachsen 2020/21 (VII) | Landesklasse Sachsen 2020/21 (VII) | Landesklasse Sachsen 2020/21 (VII) | Kreispokalsieger 2019/20 (VIII) Kreisoberliga (IX) Kreisliga |
| - Staffel Nord: VfB Zwenkau 02 SV Lipsia 93 Eutritzsch Radefelder SV 90 FSV Krostitz SV Eintracht Sermuth SG Rotation Leipzig Roter Stern Leipzig SG Leipziger Verkehrsbetriebe SV Liebertwolkwitz FC Bad Lausick 1990 ATSV Frisch Auf Wurzen SV Tapfer 06 Leipzig ESV Delitzsch LSV Südwest Bornaer SV SC Hartenfels Torgau 04 | - Staffel West: BSC Rapid Chemnitz TSV Germania Chemnitz 08 ESV Lokomotive Zwickau FC Concordia Schneeberg Reichenbacher FC SSV Fortschritt Lichtenstein SV Merkur 06 Oelsnitz Meeraner SV VfB Mühltroff Oberlungwitzer SV FC Stollberg FSV Grün-Weiß Klaffenbach SV Eiche Reichenbrand SV Tanne Thalheim FSV Treuen SpVgg Reinsdorf-Vielau | - Staffel Mitte: BSC Freiberg FV Gröditz Heidenauer SV SV Bannewitz Meißner SV 08 Hartmannsdorfer SV Empor TuS Weinböhla SG Empor Possendorf SV Lichtenberg SV Fortuna Langenau SV Chemie Dohna VfB Fortuna Chemnitz TSV IFA Chemnitz HFC Colditz | - Staffel Ost: FSV Oderwitz VfB Weißwasser 1909 SG Weixdorf TSV Rotation Dresden SG Crostwitz 1981 SC Borea Dresden SV Zeißig SV Fortuna Trebendorf 1996 FC Stahl Rietschen-See Königswarthaer SV Dresdner SC 1898 VfB Zittau SV 1910 Edelweiß Rammenau SV Sachsenwerk Dresden SV Wesenitztal BSV 68 Sebnitz | - Chemnitz: SG Neukirchen/Erzgebirge (VIII) 1 - Dresden: SG Weißig (VIII) - Erzgebirge: VfB Annaberg 09 (VIII) - Leipzig: SV Panitzsch/Borsdorf (VIII) 2 - Meißen: LSV 61 Tauscha (VIII) 3 - Mittelsachsen: SV Wacker Auerswalde (IX) 4 - Muldental/Leipziger Land: TuS Pegau (VIII) - Nordsachsen: FSV Blau-Weiß Wermsdorf (VIII) - Oberlausitz: SV Aufbau Kodersdorf (IX) 5 - Sächsische Schweiz/Osterzgebirge: 1. FC Pirna (VIII) - Vogtland: SC Syrau 1919 (VIII) - Westlausitz: SV Oberland Spree (VIII) - Zwickau: FC Sachsen Steinpleis-Werdau (VIII) |

### Ausscheidungsrunde
| Datum      |                                  | Ergebnis              |                                |
| ---------- | -------------------------------- | --------------------- | ------------------------------ |
| 22.08.2020 | TuS Pegau (VIII)                 | 0:3                   | SV Eiche Reichenbrand (VII)    |
| 22.08.2020 | SG Weißig (VIII)                 | 6:1                   | SG Empor Possendorf (VII)      |
| 22.08.2020 | SC Hartenfels Torgau 04 (VII)    | 1:2 n. V.             | VfB Empor Glauchau (VI)        |
| 22.08.2020 | FC Bad Lausick 1990 (VII)        | 4:0                   | SV Eintracht Sermuth (VII)     |
| 22.08.2020 | FSV Oderwitz (VII)               | 0:8                   | LSV Neustadt/Spree (VI)        |
| 22.08.2020 | Meißner SV 08 (VII)              | 2:1                   | SG Crostwitz 1981 (VII)        |
| 22.08.2020 | SV Wesenitztal (VII)             | 5:2                   | SV Chemie Dohna (VII)          |
| 23.08.2020 | SV Wacker Auerswalde (IX)        | 0:3                   | BSC Freiberg (VII)             |
| 23.08.2020 | SC Syrau 1919 (VIII)             | 1:3 n. V.             | SG Handwerk Rabenstein (VI)    |
| 23.08.2020 | FC Concordia Schneeberg (VII)    | 0:5                   | Kickers 94 Markkleeberg (VI)   |
| 23.08.2020 | Radefelder SV 90 (VII)           | 2:0                   | FC Blau-Weiß Leipzig (VI)      |
| 23.08.2020 | SpVgg Reinsdorf-Vielau (VII)     | 0:2                   | BSC Rapid Chemnitz (VII)       |
| 23.08.2020 | SV Fortuna Trebendorf 1996 (VII) | kampflos              | Hartmannsdorfer SV Empor (VII) |
| 23.08.2020 | SV Bannewitz (VII)               | 3:3 n. V. (3:4 i. E.) | FV Dresden 06 Laubegast (VI)   |

## Modus
Der Sächsische Landespokal wird im K.-o.-Modus ausgetragen, im Falle eines Unentschiedens nach 90 Minuten folgen Verlängerung und Elfmeterschießen. Die Paarungen werden vor jeder Runde ausgelost. Heimrecht hat stets die klassentiefere Mannschaft, sonst entscheidet die Reihenfolge der Ziehung bei der Auslosung (die Mannschaft mit Heimrecht kann allerdings zugunsten der anderen Mannschaft auf das Heimrecht verzichten). In der 1. und 2. Hauptrunde können die über die Kreispokale qualifizierten Mannschaften nicht gegeneinander spielen. Das Heimrecht im Finale wird für den Fall einer Paarung aus zwei gleichklassigen Mannschaften separat ausgelost.
Die qualifizierten Mannschaften steigen je nach Ligazugehörigkeit gestaffelt in den Wettbewerb ein: In der 1. Hauptrunde spielen zunächst nur die über die Sachsenliga, die Landesklasse und die Kreispokale qualifizierten Mannschaften. Die Oberligisten sind für die 2. Hauptrunde, die Regionalligisten für die 3. Hauptrunde und die Drittligisten für das Achtelfinale gesetzt.

## 1. Hauptrunde
| Datum      |                                     | Ergebnis              |                                     |
| ---------- | ----------------------------------- | --------------------- | ----------------------------------- |
| 28.08.2020 | FV Gröditz (VII)                    | 1:5                   | FSV Budissa Bautzen (VI)            |
| 28.08.2020 | SV Panitzsch/Borsdorf (VIII)        | 5:0                   | FC Stollberg (VII)                  |
| 29.08.2020 | VfB Zittau (VII)                    | 0:3                   | BSG Stahl Riesa (VI)                |
| 29.08.2020 | SV Zeißig (VII)                     | 4:3 n. V.             | SV Sachsenwerk Dresden (VII)        |
| 29.08.2020 | Dresdner SC 1898 (VII)              | 3:1                   | BSV 68 Sebnitz (VII)                |
| 29.08.2020 | Heidenauer SV (VII)                 | 3:5                   | SC Borea Dresden (VII)              |
| 29.08.2020 | SV Wesenitztal (VII)                | 1:5                   | Großenhainer FV 90 (VI)             |
| 29.08.2020 | LSV Neustadt/Spree (VI)             | 2:2 n. V. (0:2 i. E.) | SG Motor Wilsdruff (VI)             |
| 29.08.2020 | SV Tanne Thalheim (VII)             | 0:1 n. V.             | SG Taucha 99 (VI)                   |
| 29.08.2020 | ESV Delitzsch (VII)                 | 3:1                   | SG Leipziger Verkehrsbetriebe (VII) |
| 29.08.2020 | Hartmannsdorfer SV Empor (VII)      | 1:2                   | Meißner SV 08 (VII)                 |
| 29.08.2020 | Bornaer SV (VII)                    | 2:3                   | Radefelder SV 90 (VII)              |
| 29.08.2020 | SC Freital (VI)                     | 2:1 n. V.             | FC 1919 Lößnitz (VI)                |
| 30.08.2020 | VfB Fortuna Chemnitz (VII)          | 2:0                   | SV Liebertwolkwitz (VII)            |
| 30.08.2020 | LSV 61 Tauscha (VIII)               | 0:5                   | SG Dresden Striesen (VI)            |
| 30.08.2020 | VfB Annaberg 09 (VIII)              | 2:1                   | SV Lipsia 93 Eutritzsch (VII)       |
| 30.08.2020 | SV Aufbau Kodersdorf (IX)           | 0:4                   | VfB Weißwasser 1909 (VII)           |
| 30.08.2020 | SG Neukirchen/Erzgebirge (VIII)     | 0:5                   | Roter Stern Leipzig (VII)           |
| 30.08.2020 | FC Sachsen Steinpleis-Werdau (VIII) | 0:2                   | FSV Krostitz (VII)                  |
| 30.08.2020 | SV Oberland Spree (VIII)            | 1:4                   | SV Einheit Kamenz (VI)              |
| 30.08.2020 | 1. FC Pirna (VIII)                  | 0:4                   | FC Stahl Rietschen-See (VII)        |
| 30.08.2020 | FSV Blau-Weiß Wermsdorf (VIII)      | 4:3                   | TSV IFA Chemnitz (VII)              |
| 30.08.2020 | SV Fortuna Langenau (VII)           | 2:4                   | BSC Freiberg (VII)                  |
| 30.08.2020 | SG Weißig (VIII)                    | 3:2                   | TSV Rotation Dresden (VII)          |
| 30.08.2020 | SV 1910 Edelweiß Rammenau (VII)     | 3:5                   | Radebeuler BC 08 (VI)               |
| 30.08.2020 | Königswarthaer SV (VII)             | 1:3                   | FSV 1990 Neusalza-Spremberg (VI)    |
| 30.08.2020 | SV Lichtenberg (VII)                | 0:2                   | FV Eintracht Niesky (VI)            |
| 30.08.2020 | FV Dresden 06 Laubegast (VI)        | 2:1                   | VfL Pirna-Copitz 07 (VI)            |
| 30.08.2020 | SG Weixdorf (VII)                   | 1:0                   | TuS Weinböhla (VII)                 |
| 30.08.2020 | VfB Mühltroff (VII)                 | 1:3                   | Oberlungwitzer SV (VII)             |
| 30.08.2020 | BSC Rapid Chemnitz (VII)            | 4:2                   | VfB Zwenkau 02 (VII)                |
| 30.08.2020 | Meeraner SV (VII)                   | 5:2                   | SSV Fortschritt Lichtenstein (VII)  |
| 30.08.2020 | ESV Lokomotive Zwickau (VII)        | 1:3                   | SV Tapfer 06 Leipzig (VII)          |
| 30.08.2020 | ATSV Frisch Auf Wurzen (VII)        | 4:0                   | LSV Südwest (VII)                   |
| 30.08.2020 | HFC Colditz (VII)                   | 4:4 n. V. (4:2 i. E.) | SG Handwerk Rabenstein (VI)         |
| 30.08.2020 | FSV Treuen (VII)                    | 0:5                   | FSV Motor Marienberg (VI)           |
| 30.08.2020 | SV Eiche Reichenbrand (VII)         | 2:4                   | VfB Empor Glauchau (VI)             |
| 30.08.2020 | SG Rotation Leipzig (VII)           | 2:4                   | Reichenbacher FC (VII)              |
| 30.08.2020 | FSV Grün-Weiß Klaffenbach (VII)     | 2:3                   | Kickers 94 Markkleeberg (VI)        |
| 30.08.2020 | SV Merkur 06 Oelsnitz (VII)         | 5:1                   | SSV Markranstädt (VI)               |
| 30.08.2020 | TSV Germania Chemnitz 08 (VII)      | 2:2 n. V. (5:3 i. E.) | FC Bad Lausick 1990 (VII)           |

## 2. Hauptrunde
| Datum      |                                | Ergebnis              |                                  |
| ---------- | ------------------------------ | --------------------- | -------------------------------- |
| 12.09.2020 | SV Panitzsch/Borsdorf (VIII)   | 0:4                   | FSV Budissa Bautzen (VI)         |
| 12.09.2020 | Dresdner SC 1898 (VII)         | 3:3 n. V. (5:4 i. E.) | FC Oberlausitz Neugersdorf (V)   |
| 12.09.2020 | SG Dresden Striesen (VI)       | 2:0                   | Kickers 94 Markkleeberg (VI)     |
| 12.09.2020 | Meißner SV 08 (VII)            | 2:3                   | FSV Krostitz (VII)               |
| 12.09.2020 | SC Borea Dresden (VII)         | 4:0                   | SG Motor Wilsdruff (VII)         |
| 12.09.2020 | ESV Delitzsch (VII)            | 1:3                   | FV Eintracht Niesky (VI)         |
| 12.09.2020 | SC Freital (VI)                | 2:4 n. V.             | FC Grimma (V)                    |
| 12.09.2020 | VfB Weißwasser 1909 (VII)      | 1:4                   | SG Taucha 99 (VI)                |
| 12.09.2020 | SV Zeißig (VII)                | 00:10                 | VFC Plauen (V)                   |
| 12.09.2020 | BSG Stahl Riesa (VI)           | 3:5                   | Inter Leipzig (V)                |
| 12.09.2020 | FSV Motor Marienberg (VI)      | 1:6                   | FC Eilenburg (V)                 |
| 12.09.2020 | SG Weißig (VIII)               | 6:0                   | SV Tapfer 06 Leipzig (VII)       |
| 12.09.2020 | FSV Blau-Weiß Wermsdorf (VIII) | 1:3                   | Radefelder SV 90 (VII)           |
| 13.09.2020 | BSC Freiberg (VII)             | 2:1                   | ATSV Frisch Auf Wurzen (VII)     |
| 13.09.2020 | VfB Fortuna Chemnitz (VII)     | 4:1                   | Meeraner SV (VII)                |
| 13.09.2020 | VfB Annaberg 09 (VIII)         | 1:2                   | Oberlungwitzer SV (VII)          |
| 13.09.2020 | Roter Stern Leipzig (VII)      | 3:5                   | SV Einheit Kamenz (VI)           |
| 13.09.2020 | SG Weixdorf (VII)              | 3:0                   | FSV 1990 Neusalza-Spremberg (VI) |
| 13.09.2020 | BSC Rapid Chemnitz (VII)       | 3:0                   | FC Stahl Rietschen-See (VII)     |
| 13.09.2020 | HFC Colditz (VII)              | 2:3                   | FV Dresden 06 Laubegast (VI)     |
| 13.09.2020 | VfB Empor Glauchau (VI)        | 0:1                   | Großenhainer FV 90 (VI)          |
| 13.09.2020 | TSV Germania Chemnitz 08 (VII) | 1:4                   | Radebeuler BC 08 (VI)            |
| 13.09.2020 | SV Merkur 06 Oelsnitz (VII)    | 1:4                   | Reichenbacher FC (VII)           |

## 3. Hauptrunde
| Datum      |                              | Ergebnis              |                               |
| ---------- | ---------------------------- | --------------------- | ----------------------------- |
| 09.10.2020 | FSV Budissa Bautzen (VI)     | 3:0                   | Radebeuler BC 08 (VI)         |
| 09.10.2020 | FV Eintracht Niesky (VI)     | 2:1 n. V.             | Großenhainer FV 90 (VI)       |
| 10.10.2020 | SC Borea Dresden (VII)       | 0:4 n. V.             | SV Einheit Kamenz (VI)        |
| 10.10.2020 | Dresdner SC 1898 (VII)       | 2:1                   | SG Dresden Striesen (VI)      |
| 10.10.2020 | VfB Fortuna Chemnitz (VII)   | 1:1 n. V. (3:4 i. E.) | BSC Freiberg (VII)            |
| 10.10.2020 | FC Grimma (V)                | 1:5                   | Chemnitzer FC (IV)            |
| 10.10.2020 | FSV Krostitz (VII)           | 4:3                   | BSC Rapid Chemnitz (VII)      |
| 10.10.2020 | SG Taucha 99 (VI)            | 0:1                   | Inter Leipzig (V)             |
| 11.10.2020 | Reichenbacher FC (VII)       | 0:4                   | BSG Chemie Leipzig (IV)       |
| 11.10.2020 | FV Dresden 06 Laubegast (VI) | 0:1                   | 1. FC Lokomotive Leipzig (IV) |
| 11.10.2020 | Oberlungwitzer SV (VII)      | 2:5                   | VFC Plauen (V)                |
| 11.10.2020 | SG Weixdorf (VII)            | 00:11                 | VfB Auerbach (IV)             |
| 11.10.2020 | SG Weißig (VIII)             | 3:2                   | FC Eilenburg (V)              |
| abgesagt   | Radefelder SV 90 (VII)       |                       | Bischofswerdaer FV (IV)       |

## Achtelfinale
Aufgrund der langen Saisonunterbrechung seit dem Herbst 2020 konnte der Wettbewerb aus Termingründen nicht mehr vollständig zu Ende gespielt werden. Der SFV und die noch im Wettbewerb befindlichen Vereine einigten sich auf folgende Vorgehensweise: Der Pokal wurde ausschließlich unter den verbliebenen Mannschaften aus der 3. Liga und der Regionalliga Nordost ausgespielt, einschließlich des zum Zeitpunkt der Saisonunterbrechung für das Achtelfinale noch nicht sportlich qualifizierten Bischofswerdaer FV. Den übrigen, noch im Wettbewerb vertretenen Vereinen wurde jeweils eine finanzielle Entschädigung zugesprochen; die SG Weißig, die als einzige über die Kreispokale qualifizierte Mannschaft noch im Wettbewerb war, erhielt darüber hinaus einen zusätzlichen Startplatz für den Sächsischen Landespokal in der folgenden Saison.
| Datum    |                                                  | Ergebnis |                               |
| -------- | ------------------------------------------------ | -------- | ----------------------------- |
| abgesagt | Radefelder SV 90 (VII) / Bischofswerdaer FV (IV) |          | SV Einheit Kamenz (VI)        |
| abgesagt | Inter Leipzig (V)                                |          | SG Dynamo Dresden (III)       |
| abgesagt | Dresdner SC 1898 (VII)                           |          | 1. FC Lokomotive Leipzig (IV) |
| abgesagt | BSC Freiberg (VII)                               |          | FSV Krostitz (VII)            |
| abgesagt | FV Eintracht Niesky (VI)                         |          | Chemnitzer FC (IV)            |
| abgesagt | BSG Chemie Leipzig (IV)                          |          | FSV Zwickau (III)             |
| abgesagt | SG Weißig (VIII)                                 |          | VfB Auerbach (IV)             |
| abgesagt | FSV Budissa Bautzen (VI)                         |          | VFC Plauen (V)                |

## Viertelfinale
Die Viertelfinalspiele wurden im April für den 1. Mai 2021 terminiert, wobei das Spiel zwischen dem Bischofswerdaer FV und Dynamo Dresden aufgrund von Quarantänemaßnahmen erst am 12. Mai im Dresdner Rudolf-Harbig-Stadion ausgetragen wurde.
| Datum      |                         | Ergebnis |                         |
| ---------- | ----------------------- | -------- | ----------------------- |
| 01.05.2021 | BSG Chemie Leipzig (IV) | 0:1      | FSV Zwickau (III)       |
| 01.05.2021 | Chemnitzer FV (IV)      | 1:0      | VfB Auerbach (IV)       |
| 12.05.2021 | Bischofswerdaer FV (IV) | 0:2      | SG Dynamo Dresden (III) |

Freilos:
- 1. FC Lokomotive Leipzig (IV)

## Halbfinale
Das erste Halbfinalspiel des viertklassigen Chemnitzer FC gegen den drittklassigen FSV Zwickau fand am 12. Mai 2021 ab 15 Uhr statt, somit drei Stunden vor dem Viertelfinalspiel Dynamo Dresden gegen Bischofswerdaer FV, das die Dresdner für sich entscheiden konnten. Das zweite Halbfinalspiel zwischen Dynamo Dresden und dem 1. FC Lokomotive Leipzig wurde fünf Tage später am 19. Mai 2021 ausgespielt.
| Datum      |                               | Ergebnis |                         |
| ---------- | ----------------------------- | -------- | ----------------------- |
| 12.05.2021 | Chemnitzer FC (IV)            | 3:2      | FSV Zwickau (III)       |
| 19.05.2021 | 1. FC Lokomotive Leipzig (IV) | 4:0      | SG Dynamo Dresden (III) |

## Finale
| 1. FC Lokomotive Leipzig                              | 1. FC Lokomotive Leipzig | Chemnitzer FC | Chemnitzer FC |
| ----------------------------------------------------- | --- | --- | ------------- |
| 1. FC Lokomotive Leipzig                              | \| 29. Mai 2021 in Leipzig (Sportschule „Egidius Braun“) \| \| Ergebnis: 1:0 n. V. \| \| Zuschauer: keine \| \| Schiedsrichter: Jens Klemm \| \| Spielbericht \| | \| 29. Mai 2021 in Leipzig (Sportschule „Egidius Braun“) \| \| Ergebnis: 1:0 n. V. \| \| Zuschauer: keine \| \| Schiedsrichter: Jens Klemm \| \| Spielbericht \| | Chemnitzer FC |
| 1. FC Lokomotive Leipzig                              | Jeroen Gies – Robert Berger (110. Edvardas Lucenka), Mike Eglseder, Zak Paulo Piplica (87. David Urban), Farid Abderrahmane, Tom Nattermann (97. Denis Jäpel), Djamal Ziane, Leon Heynke, Sascha Pfeffer (120.+1 Nils Stendera), Luca Sirch, Damir Mehmedovic Cheftrainer: Almedin Civa | Jakub Jakubov – Jovan Vidović (67. Riccardo Grym), Christian Bickel (106. Lukas Knechtel), Okan Adil Kurt, Max Roscher (79. Theo Ogbidi), Tim Campulka, Felix Schimmel, Kevin Freiberger (110. Stanley Keller), Lukas Aigner, Nils Köhler, Tobias Müller Cheftrainer: Daniel Berlinski | Chemnitzer FC |
| 1. FC Lokomotive Leipzig                              | 1:0 Djamal Ziane (111.) | | Chemnitzer FC |
| 1. FC Lokomotive Leipzig                              | Leon Heynke (70.), Alemdin Civa (Trainer, 90.), Mike Eglseder (103.) | Jovan Vidovic (63.), Okan Adil Kurt (111.) | Chemnitzer FC |
| 1. FC Lokomotive Leipzig                              | Leon Heynke (72.) | | Chemnitzer FC |
| 29. Mai 2021 in Leipzig (Sportschule „Egidius Braun“) | | |               |
| Ergebnis: 1:0 n. V.                                   | | |               |
| Zuschauer: keine                                      | | |               |
| Schiedsrichter: Jens Klemm                            | | |               |
| Spielbericht                                          | | |               |